# Irvine Lake
Irvine Lake (früher Santiago Reservoir genannt) ist ein zu Irvine gehöriger Stausee in Orange County, südlich von Los Angeles in den Vereinigten Staaten. Aufgestaut wird der Santiago Creek, ein linker Zufluss des Santa Ana River. Der See liegt im Nordosten von Irvine in der Nähe des Irvine Regional Park, an der Nordostseite des Sees beginnt der Cleveland National Forest. Nach Bau des Damms am nördlichen Ende (1929–1931) wurde der See 1931 mit Wasser gefüllt, anschließend wurden verschiedene Fischarten (u. a. Wels und Forellenbarsch) ausgesetzt und 1941 wurde der See der Öffentlichkeit zugängig gemacht. Heute dient der See der Wasserversorgung der Umgebung, hauptsächlich aber als vor allem bei Anglern beliebtes Naherholungsgebiet.